# Peter Collett (1767–1823)

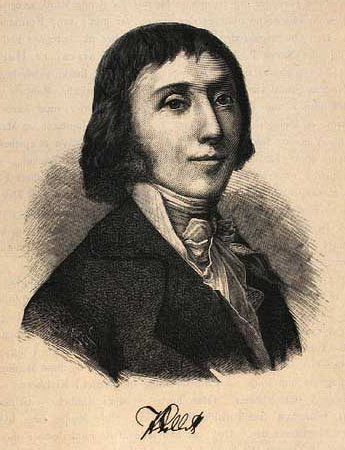
Peter Collett

Peter Collett, född 1767 på Rønnebæksholm vid Næstved på Själland, död 1823 på Saint Croix, var en norsk politiker och jurist. 
Peter Collett var son till kammarrådet Johan Collett (1734–1806) och Else Jensen (1746-1788), och sonsonsson till James Collett. Han var bror till Jonas Collett och Johan Collett,  
Han blev 1800 prokurator på ön Saint Croix. Under sin tid i Danmark före 1800 hade han påverkats av upplysningstidens och den franska revolutionens idéer, och utövade en flitig författarverksamhet i politiska och rättsfilosofiska frågor i pressen. Då pressfriheten i Danmark 1799 inskränktes, gick han i ett slags frivillig landsflykt i Västindien.
Han gifte sig i första äktenskapet med Margrethe Caroline Fibiger, född Holm, som dog en kort tid efter ankomsten till Västindien. År 1803 gifte Peter Collett om sig med Christine Sophie Constance von Wickede (död 1830). Han hade inga barn. 